# Gas Huffer
Gas Huffer é uma banda de rock de garagem formada em Seattle, Washington em 1989. A banda é conhecida pela presença de palco estranha e autodestrutiva e pelas suas letras com temas cômicos.

## História
A banda foi formada em 1989 pelo vocalista Matt Wright, guitarrista Tom Price, baixista Don Blackstone e baterista Joe Newton. Como a maioria das bandas de Seattle da época, o Gas Huffer tocava um som oriundo do punk rock com influências de Neil Young e The Cramps, apesar dos próprios integrantes classificarem a banda como "Garage Punk" (punk de garagem). O primeiro single do Gas Huffer, Firebug foi lançado em 1989 e um ano depois, a banda lança o EP Ethyl. A banda assina com a gravadora Empty Records e lança seu primeiro álbum Janitors of Tomorrow em 1991. Em 1992, a banda lança o segundo Integrity, Technology and Service, mas a banda decide mudar de gravadora, sendo assim, assinando com a Epitaph Records em 1994, lançando o álbum One Inch Masters no mesmo ano. Em 1996, a banda colabora com uma canção para um álbum em tributo a Willie Nelson, Twisted Willie, e um mês depois, a banda lança The Inhuman Ordeal of Special Agent Gas Huffer. Em 1998, é a vez de Just Beautiful Music ser lançado. Em 2002, a banda muda de gravadora, da Epitaph para a Estrus Records e lançam mais dois álbuns, The Rest of Us em 2002 e Lemonade for Vampires em 2005. A banda toca seu último show no Crocodile Cafe em Seattle, abrindo para o Girl Trouble e Canned Hamm . Quando o Girl Trouble concluiu seu show, a banda chamou o guitarrista Tom Price, que foi diagnosticado com Mal de parkinson, para o palco e o presentearam com um "Certificado de conclusão".

## Discografia

### Álbuns de estúdio
- Janitors of Tomorrow (Empty Records, 1991)
- Integrity, Technology & Service (Empty Records, 1992)
- One Inch Masters (Epitaph Records, 1994)
- The Inhuman Ordeal of Special Agent Gas Huffer (Epitaph Records, 1996)
- Just Beautiful Music (Epitaph Records, 1998)
- The Rest of Us (Estrus Records, 2002)
- Lemonade for Vampires (Estrus Records, 2005)

### EP's
- Ethyl (Black Label Records, 1990)
- Beer Drinkin' Cavemen from Mars (Empty Records, 1992 (Apenas na Europa))
- The Shrill Beeps of Shrimp (Empty Records, 1993)

### Singles
- Firebug (Black Label Records, 1989)
- Mole (Sympathy for the Record Industry, 1992)
- Washtucna Hoe-down (Hayseed Records, 1992)
- Beer Drinking Cavemen from Mars/Hotcakes (Sub Pop, 1992)
- Ooh Ooh Ooh!/Flaming Star (Lance Rock Records, 1996)
- Rotten Egg/Old Summertime (Au Go Go Records, 2000)

### Splits
- King of Hubcaps (Split com Fastbacks, Overground Records, 1991)
- Knife Manual/You Stupid Asshole|Knife Manual (Split com Mudhoney, Empty Records, 1992)
- Bad Guy Reaction (Split com Supercharger, Gearhead Records, 1993)
- Teach Me to Kill (Split com Red Aunts, Sympathy for the Record Industry, 1994)